# 翦股颖
翦股颖（学名：Agrostis clavata），又名华北翦股颖，为禾本科翦股颖属下的一个种。